# Wilbur Shaw
Wilbur Shaw, född den 31 oktober 1902 i Shelbyville, Indiana, USA, död den 30 oktober 1954 i Decatur, Indiana, USA, var en amerikansk racerförare och president för Indianapolis Motor Speedway.

## Racingkarriär
Shaw var en av mellankrigstidens bästa förare i Indianapolis 500, och han vann tävlingen 1937, 1939 och 1940. Shaw blev med sin seger 1940 den förste föraren att vinna Indy 500 två år i rad, och han tog även tre andraplatser under karriärens gång. Shaw skaffade sig ett stort inflytande inom amerikansk racing efter sin karriär, och blev president för Indianapolis Motor Speedway, som han köpte för 750 000 US dollar 1945. Efter nio år vid makten på banan hade tävlingen vuxit enormt i popularitet, när Shaw förolyckades i en flygplansolycka.